# Pristomerus albescens
Pristomerus albescens är en stekelart som först beskrevs av Morley 1917.  Pristomerus albescens ingår i släktet Pristomerus och familjen brokparasitsteklar. Inga underarter finns listade i Catalogue of Life.